# Amalric Ier de Narbonne
Pour les articles homonymes, voir Amalric de Narbonne.
Amalric Ier de Narbonne (vers 1215 - décembre 1270) est vicomte de Narbonne de 1239 à 1270, issu de la famille castillane de Lara. Il est le fils aîné du vicomte de Narbonne Aymeri III et de Marguerite de Marly. Son nom peut être francisé en Amaury ou Amauri.

## Mariage et descendance
Amalric Ier de Narbonne se marie vers 1245 avec Philippa d'Anduze, fille de Pierre-Bermond VII d'Anduze et de Josserande de Poitiers-Valentinois, petite-fille de Constance de Toulouse, dont il a trois enfants :
- Aymeri IV de Narbonne (mort en octobre 1298), vicomte de Narbonne après son père ;
- Amalric de Narbonne (mort après 1311), seigneur de Talairan ;
- Gausserende de Narbonne (vers 1255 - ?), mariée à Guillaume de Voisins (vers 1234 - 1308, fils de Pierre II de Voisins) seigneur de Confolens et Limoux, lieutenant et sénéchal de Carcassonne.